# Ivan Radovanović
Ivan Radovanović (in serbo Иван Радовановић?; Belgrado, 29 agosto 1988) è un allenatore di calcio ed ex calciatore serbo, di ruolo difensore o centrocampista, tecnico in seconda dello Jedinstvo Ub.

## Biografia
Nato a Belgrado, è cresciuto a Obrenovac, città vittima di bombardamenti NATO quando lui era piccolo.

## Caratteristiche tecniche
Di ruolo centrocampista, adattato come difensore centrale al Genoa.

## Carriera

### Club

#### Gli inizi
Radovanović è cresciuto nelle giovanili del Partizan Belgrado; nel 2007 si trasferisce al Smederevo, società che milita nella massima divisione serba, dove colleziona 13 presenze senza mai segnare.

#### Atalanta
Nel mercato invernale di gennaio del 2008 viene acquisito dalla società italiana dell'Atalanta, senza riuscire ad esordire in prima squadra. Disputa tuttavia diverse partite nel Campionato Primavera, tra le quali anche la finale di Coppa Italia Primavera, persa ai rigori contro la Sampdoria.

#### Il prestito al Pisa ed il ritorno all'Atalanta
Il 22 luglio 2008 passa in prestito al Pisa, società di Serie B con la quale disputa 22 partite (quasi tutte da subentrato) non riuscendo a impedire che la squadra retroceda in Lega Pro Prima Divisione. A fine stagione, scaduto il prestito, rientra a Bergamo.
Il 20 settembre 2009 debutta in Serie A nell'incontro Bari-Atalanta (4-1), disputato allo Stadio San Nicola di Bari. Tre giornate dopo gioca la prima da titolare in massima serie, in casa contro il Milan, disputando 39 minuti prima di venir espulso. A fine stagione saranno 12 le presenze in campionato, alcune delle quali giocate anche da terzino vista l'occorrenza in quel reparto.

#### Il prestito al Bologna
Dopo aver disputato l'intero pre-campionato e le prime tre partite della stagione, passa al Bologna il 31 agosto 2010 in prestito con diritto di riscatto della compartecipazione. Esordisce con la maglia rossoblù il 19 settembre, nella partita disputata dal Bologna contro la Roma (2-2). Il 27 ottobre sigla la prima rete officiale da quando è in Italia, nell'incontro di Coppa Italia contro il Modena, segnando la rete del momentaneo pareggio (la partita finirà 3-2 per i felsinei). Scaduti i termini del prestito, il giocatore fa nuovamente ritorno all'Atalanta.

#### Il prestito al Novara
Il 4 agosto 2011, dopo aver svolto gran parte della preparazione per la stagione 2011-2012 con la squadra bergamasca, passa al Novara in prestito con diritto di riscatto della metà del cartellino. L'11 dicembre 2011 segna la sua prima rete in Serie A in occasione della gara disputata contro il Napoli.

#### Ritorno all'Atalanta
L'anno successivo torna per fine prestito all'Atalanta; salta le prime partite della stagione a causa di un infortunio. Durante la stagione, è da segnalare l'episodio che lo vide coinvolto col compagno di squadra Marko Livaja: l'8 maggio 2013, durante un allenamento, l'attaccante croato lo colpì con un pugno dopo uno scontro di gioco e per punizione il club decise di sospenderlo. Complessivamente Radovanović disputa 16 partite di campionato con la squadra bergamasca, venendo penalizzato nel corso della stagione da una pubalgia.

#### Chievo Verona
Il 17 luglio 2013 passa a titolo definitivo al ChievoVerona per 1,5 milioni di euro più bonus. Segna il primo gol con la nuova squadra nella partita Chievo-Empoli del successivo 17 agosto, valida per il terzo turno di Coppa Italia. Esordisce in campionato con la casacca gialloblu il 25 agosto contro il Parma (0-0).
Realizza il suo primo goal in campionato con la squadra veneta il 24 novembre 2014 in casa dell'Udinese con un fantastico tiro da 25 metri (partita poi finita 1-1).
Il 10 maggio 2016 rinnova con il club veronese fino al 2019.
Dalla stagione 2017-2018, in assenza di Pellissier in campo, viene insignito del ruolo di capitano della squadra, vista la sua grande leadership. Il 5 gennaio 2018 segna la sua terza rete in maglia gialloblu, in occasione di una sfida interna, ancora una volta contro l'Udinese.

#### Genoa
Il 31 gennaio 2019 viene ceduto a titolo definitivo al Genoa. A fine 2020, con l'arrivo di Ballardini sulla panchina rossoblù al posto dell'esonerato Maran, viene impiegato stabilmente nel ruolo di centrale della difesa con ottimi risultati. Non rientrando nei piani della rosa, il 3 settembre 2021 viene messo fuori dalla lista dei giocatori disponibili per la Serie A 2021-2022.

#### Salernitana
Il 31 gennaio 2022, subito dopo aver rescisso col Genoa, Radovanović passa alla Salernitana, firmando un contratto che lo lega al club granata fino al 2023. Fa il suo esordio con i campani il 7 febbraio 2022, nel pareggio 2-2 con lo Spezia. Il 10 aprile seguente, segna su calcio di punizione il gol del momentaneo vantaggio dei campani in casa della Roma, ritrovando il gol dopo quattro anni.
Impiegato meno frequentemente durante la stagione 2022-2023, a febbraio 2023 viene definitivamente messo fuori rosa dalla società campana: risolve quindi il proprio contratto con il club l'8 febbraio seguente.

#### Ritorno in Serbia
Il 31 luglio 2023 firma un contratto con il club serbo del Jedinstvo Ub, militante nella seconda divisione. Dopo aver totalizzato 20 presenze in campionato, il 28 dicembre 2023 annuncia il proprio ritiro dalle attività agonistiche per poter ufficialmente divenire il nuovo tecnico della squadra.

### Nazionale
Ha giocato 12 partite con l'Under-21 della Serbia.
Riceve la prima convocazione nella nazionale maggiore per l'incontro Bulgaria-Serbia del 17 novembre 2010, partita in cui fa il suo esordio al minuto 46.
Il 22 marzo 2013 scende in campo da titolare nella partita persa per 2-0 a Zagabria contro la Croazia, valida per le qualificazioni ai Mondiali del 2014.

## Statistiche

### Presenze e reti nei club
| Stagione             | Squadra              | Campionato           | Campionato | Campionato | Coppe nazionali | Coppe nazionali | Coppe nazionali | Coppe continentali | Coppe continentali | Coppe continentali | Altre coppe | Altre coppe | Altre coppe | Totale | Totale |
| Stagione             | Squadra              | Comp                 | Pres       | Reti       | Comp            | Pres            | Reti            | Comp               | Pres               | Reti               | Comp        | Pres        | Reti        | Pres   | Reti   |
| -------------------- | -------------------- | -------------------- | ---------- | ---------- | --------------- | --------------- | --------------- | ------------------ | ------------------ | ------------------ | ----------- | ----------- | ----------- | ------ | ------ |
| 2006-2007            | Partizan             | SL                   | 0          | 0          | CS              | ?               | ?               | -                  | -                  | -                  | -           | -           | -           | 0      | 0      |
| 2007-gen. 2008       | Smederevo            | SL                   | 13         | 0          | CS              | ?               | ?               | -                  | -                  | -                  | -           | -           | -           | 13     | 0      |
| gen.-giu. 2008       | Atalanta             | A                    | 0          | 0          | CI              | 0               | 0               | -                  | -                  | -                  | -           | -           | -           | 0      | 0      |
| 2008-2009            | Pisa                 | B                    | 22         | 0          | CI              | 0               | 0               | -                  | -                  | -                  | -           | -           | -           | 22     | 0      |
| 2009-2010            | Atalanta             | A                    | 12         | 0          | CI              | 1               | 0               | -                  | -                  | -                  | -           | -           | -           | 13     | 0      |
| ago. 2010            | Atalanta             | B                    | 2          | 0          | CI              | 1               | 0               | -                  | -                  | -                  | -           | -           | -           | 3      | 0      |
| ago. 2010-2011       | Bologna              | A                    | 10         | 0          | CI              | 2               | 1               | -                  | -                  | -                  | -           | -           | -           | 12     | 1      |
| 2011-2012            | Novara               | A                    | 28         | 1          | CI              | 2               | 1               | -                  | -                  | -                  | -           | -           | -           | 30     | 2      |
| 2012-2013            | Atalanta             | A                    | 16         | 0          | CI              | 1               | 0               | -                  | -                  | -                  | -           | -           | -           | 17     | 0      |
| Totale Atalanta      | Totale Atalanta      | Totale Atalanta      | 30         | 0          |                 | 3               | 0               |                    | -                  | -                  |             | -           | -           | 33     | 0      |
| 2013-2014            | Chievo               | A                    | 33         | 0          | CI              | 2               | 1               | -                  | -                  | -                  | -           | -           | -           | 35     | 1      |
| 2014-2015            | Chievo               | A                    | 31         | 1          | CI              | 0               | 0               | -                  | -                  | -                  | -           | -           | -           | 31     | 1      |
| 2015-2016            | Chievo               | A                    | 26         | 0          | CI              | 1               | 0               | -                  | -                  | -                  | -           | -           | -           | 27     | 0      |
| 2016-2017            | Chievo               | A                    | 35         | 0          | CI              | 2               | 0               | -                  | -                  | -                  | -           | -           | -           | 37     | 0      |
| 2017-2018            | Chievo               | A                    | 35         | 1          | CI              | 1               | 0               | -                  | -                  | -                  | -           | -           | -           | 36     | 1      |
| 2018-gen. 2019       | Chievo               | A                    | 19         | 0          | CI              | 1               | 0               | -                  | -                  | -                  | -           | -           | -           | 20     | 0      |
| Totale Chievo Verona | Totale Chievo Verona | Totale Chievo Verona | 179        | 2          |                 | 7               | 1               |                    | -                  | -                  |             | -           | -           | 186    | 3      |
| gen.-giu. 2019       | Genoa                | A                    | 16         | 0          | CI              | -               | -               | -                  | -                  | -                  | -           | -           | -           | 16     | 0      |
| 2019-2020            | Genoa                | A                    | 19         | 0          | CI              | 3               | 0               | -                  | -                  | -                  | -           | -           | -           | 22     | 0      |
| 2020-2021            | Genoa                | A                    | 33         | 0          | CI              | 2               | 0               | -                  | -                  | -                  | -           | -           | -           | 35     | 0      |
| 2021-gen. 2022       | Genoa                | A                    | -          | -          | CI              | 0               | 0               | -                  | -                  | -                  | -           | -           | -           | 0      | 0      |
| Totale Genoa         | Totale Genoa         | Totale Genoa         | 68         | 0          |                 | 5               | 0               |                    |                    | -                  |             | -           | -           | 73     | 0      |
| gen.-giu. 2022       | Salernitana          | A                    | 14         | 1          | CI              | -               | -               | -                  | -                  | -                  | -           | -           | -           | 14     | 1      |
| 2022-feb. 2023       | Salernitana          | A                    | 10         | 0          | CI              | 0               | 0               | -                  | -                  | -                  | -           | -           | -           | 10     | 0      |
| Totale Salernitana   | Totale Salernitana   | Totale Salernitana   | 24         | 1          |                 | 0               | 0               |                    | -                  | -                  |             | -           | -           | 24     | 1      |
| lug-dic. 2023        | Jedinstvo Ub         | PLS                  | 20         | 0          | KS              | 1               | 0               | -                  | -                  | -                  | -           | -           | -           | 21     | 0      |
| Totale carriera      | Totale carriera      | Totale carriera      | 390        | 4          |                 | 21              | 3               |                    | -                  | -                  |             | -           | -           | 414    | 7      |

### Cronologia presenze e reti in nazionale
| Cronologia completa delle presenze e delle reti in nazionale ― Serbia | Cronologia completa delle presenze e delle reti in nazionale ― Serbia | Cronologia completa delle presenze e delle reti in nazionale ― Serbia | Cronologia completa delle presenze e delle reti in nazionale ― Serbia | Cronologia completa delle presenze e delle reti in nazionale ― Serbia | Cronologia completa delle presenze e delle reti in nazionale ― Serbia | Cronologia completa delle presenze e delle reti in nazionale ― Serbia | Cronologia completa delle presenze e delle reti in nazionale ― Serbia |
| Data                                                                  | Città                                                                 | In casa                                                               | Risultato                                                             | Ospiti                                                                | Competizione                                                          | Reti                                                                  | Note                                                                  |
| --------------------------------------------------------------------- | --------------------------------------------------------------------- | --------------------------------------------------------------------- | --------------------------------------------------------------------- | --------------------------------------------------------------------- | --------------------------------------------------------------------- | --------------------------------------------------------------------- | --------------------------------------------------------------------- |
| 17-11-2010                                                            | Sofia                                                                 | Bulgaria                                                              | 0 – 1                                                                 | Serbia                                                                | Amichevole                                                            | -                                                                     | 46’ 54’                                                               |
| 26-5-2012                                                             | Madrid                                                                | Spagna                                                                | 2 – 0                                                                 | Serbia                                                                | Amichevole                                                            | -                                                                     | 64’                                                                   |
| 31-5-2012                                                             | Reims                                                                 | Francia                                                               | 2 – 0                                                                 | Serbia                                                                | Amichevole                                                            | -                                                                     | 60’                                                                   |
| 14-11-2012                                                            | Santiago del Cile                                                     | Cile                                                                  | 1 – 3                                                                 | Serbia                                                                | Amichevole                                                            | -                                                                     | 60’                                                                   |
| 6-2-2013                                                              | Nicosia                                                               | Cipro                                                                 | 1 – 3                                                                 | Serbia                                                                | Amichevole                                                            | -                                                                     | 46’                                                                   |
| 22-3-2013                                                             | Zagabria                                                              | Croazia                                                               | 2 – 0                                                                 | Serbia                                                                | Qual. Mondiali 2014                                                   | -                                                                     |                                                                       |
| 14-8-2013                                                             | Bogotà                                                                | Colombia                                                              | 1 – 0                                                                 | Serbia                                                                | Amichevole                                                            | -                                                                     | 61’                                                                   |
| 10-9-2013                                                             | Cardiff                                                               | Galles                                                                | 0 – 3                                                                 | Serbia                                                                | Qual. Mondiali 2014                                                   | -                                                                     | 67’                                                                   |
| 11-10-2013                                                            | Belgrado                                                              | Serbia                                                                | 2 – 0                                                                 | Giappone                                                              | Amichevole                                                            | -                                                                     | 10’ 86’                                                               |
| 15-11-2013                                                            | Dubai                                                                 | Russia                                                                | 1 – 1                                                                 | Serbia                                                                | Amichevole                                                            | -                                                                     | 46’                                                                   |
| Totale                                                                |                                                                       | Presenze                                                              | 10                                                                    |                                                                       | Reti                                                                  | 0                                                                     |                                                                       |